# Smile (musikalbum)
Smile är ett musikalbum från 2000 av jazzsångerskan Lina Nyberg tillsammans med musikerna Anders Persson och Palle Danielsson m fl.

## Låtlista
1. Smile (John Turner/Geoffrey Parson/Charlie Chaplin) – 3:21
2. Young and Foolish (Albert Hague/Arnold Howitt) – 4:25
3. Body and Soul (Edward Heyman/Robert Sour/Frank Eyton/Johnny Green) – 3:54
4. Bewitched, Bothered & Bewildered (Richard Rodgers/Lorenz Hart) – 4:33
5. 'S Wonderful (George & Ira Gershwin) – 3:08
6. Wild is the Wind (Dimitri Tomkin/Ned Washington) – 5:21
7. If I Were a Bell (Frank Loesser) – 3:57
8. How Long has this Been Going On (George & Ira Gershwin) – 4:43
9. Spring Will Be a Little Late this Year (Frank Loesser) – 3:02
10. Good Morning Heartache (Dan Fisher/Irene Higginbotham/Ervin Drake) – 4:29
11. All the Way (Sammy Cahn/Jimmy Van Heusen) – 4:29
12. Golden Slumbers (John Lennon/Paul McCartney) – 4:08

## Medverkande
- Lina Nyberg – sång
- Anders Persson – piano
- Palle Danielsson – bas
- Göran Klinghagen – gitarr
- Henrik Fredin – violin
- Daniel Möller – violin
- Mats Olofsson – cello